# Црква Успења Богородице у Црепаји
Црква Успења Богородице у Црепаји, у општини Ковачица, припада Епархији банатској српске православне цркве, подигнута је у првој половини 19. века и има статус споменика културе од великог значаја.
Црква је посвећена Успењу пресвете Богородице и типична је сакрална грађевина настала у Банату у 19. веку тако да архитектонски, она је веома блиска црквама оближњих села Сакуле, Самош и Томашевац. Западна фасада цркве у Црепаји украшена је сликама које фланкирају улазни портал. Иконостас за ову цркву начинио је резбар Франц Зиман из Беле Цркве. Највећи део иконописа извео је Јован Поповић од 1858. до 1859. године. Он је украсио иконостас, певнице и иконе за Богородичин (Богородица с дететом и Христ и Самарјанка) и архијерејски трон (Свети Сава Српски), као и низ целивајућих икона. У олтарској апсиди постоји фрагмент зидног сликарства, фигура Светог Јована Златоустог.
У цркви је сачувана и једна Богородичина икона из друге половине 18. века, једно Крунисање Богородице, неколицина празничних, све сликане уљем на дрвету. Уљем на лиму насликане су преостале празничне иконе из 19. века, и две, изведене у истој техници, које су украшавале свећњаке, дело Арсенија Петровића из 1841. године. 